# Saison 3 de Daria
Chronologie
Saison 2 Saison 4
Cet article présente le guide de la troisième saison de la série télévisée d'animation Daria.

## Distribution
Les personnages suivants sont présents dans tous les épisodes :
- Daria, Quinn, Helen et Jake Morgendorffer
- Jane Lane

Pour les autres personnages, leur présence est notifiée à chaque épisode.

## Épisodes

### Épisode 1:Lentilles ou lunettes?
- Titre original : Through a Lens Darkly
- Diffusions : 
  -  États-Unis : 24 février 1999 sur MTV
  -  France :
- Personnages : Kevin & Brittany, Trent, Jodie, M. O'Neill, Mlle Li, Andrea, Upchuck.
- Autres personnages : Amy Barksdale
- Résumé :

Durant un cours de conduite avec sa mère, Daria manque d'écraser un chien qu'elle n'avait pas vu à cause de ses lunettes. Helen lui propose d'essayer les lentilles de contact, mais Daria y voit une manière déguisée de l'amener à améliorer son apparence. Elle s'essaye cependant aux lentilles, bien qu'elle considère ce choix comme étant de la frivolité.

### Épisode 2:Une semaine de bonté
- Titre original : The Old and the Beautiful
- Diffusions : 
  -  États-Unis : 3 mars 1999 sur MTV
  -  France :
- Personnages : Kevin & Brittany, Sandi, Stacy, Tiffany, M. DeMartino, M. O'Neill, Mme Barch, Mlle Li, Andrea.
- Autre personnage : Theresa, Mme Patterson, M. Gross, Steve et Ashley-Amber Taylor, Brian Taylor, Mme Johannsen, Mme Blaine, Mme Bennett, Dr Manson.
- Résumé :

Les élèves du lycée participent à une semaine de bonté organisée par l'académie. Il s'agit d'activités extra-scolaires bénévoles. Quinn et le club de mode font une quête de vêtements pour les sans-abris, Jane anime un atelier d'éveil artistique pour les enfants hospitalisés et Daria se retrouve avec Kevin et Brittany pour faire la lecture aux résidents d'une maison de retraite.
- Commentaires :

Cet épisode comporte deux références à l'épisode 106 (Le Café des poètes disparus) : le fait que Mme Johannsen demande aux filles si elles vendent du chocolat, et l'héroïne d'un des textes lus par Daria, Melody Powers.

### Épisode 3:Les Jours de fête
- Titre original : Depth Takes a Holiday
- Diffusions : 
  -  États-Unis : 10 mars 1999 sur MTV
  -  France :
- Personnages : Kevin & Brittany, Trent, Sandi, Stacy, Tiffany, Jamie et Jeffy.
- Autres personnages : Les esprits de l'île des jours de fête : Cupidon, le farfadet de la St Patrick, Noël, Halloween, le jour de Guy Fawkes, Lincoln et Washington du jour des présidents, Arbor Day et Memorial Day)
- Résumé :

Les jours de fête Noël, Halloween et Guy Fawkes (un jour de fête anglais) se sont échappés de leur île d'origine. Cupidon et le farfadet de la St Patrick sont venus à Lawndale pour les retrouver et font la rencontre de Daria. Trent, de son côté, organise des répétitions avec les trois évadés.
- Commentaires :

La particularité de cet épisode est sa part de fantastique, qui le différencie du reste de la série.
Le Jour de Guy Fawkes est présenté sous les traits de Sid Vicious, qui fut membre du groupe punk britannique Sex Pistols.

### Épisode 4:Grand bal du lycée
- Titre original : Daria Dances Party
- Diffusions : 
  -  États-Unis : 17 mars 1999 sur MTV
  -  France :
- Personnages : Kevin & Brittany, Trent, Jodie, Mack, Sandi, Stacy, Tiffany, M. DeMartino, M. O'Neill, Mme Barch, Mlle Li, Andrea, Upchuck, Jamie, Jeffy et Joey.
- Autres personnages : Linda Griffin, Sam et Chris Griffin, Angie, Corey, Robert, Brad et Brett, Mlle Defoe.
- Résumé :

Quinn se porte volontaire pour l'organisation du bal du lycée et nomme le club de mode comme comité. À cause de tensions générées par Sandi, Quinn se retrouve seule et dépassée par l'organisation. Jane décide alors de reprendre l'affaire en main et utilise le budget alloué pour transformer la salle du gymnase en une vaste « œuvre conceptuelle » inspirée de Jackson Pollock.

### Épisode 5:Une visite incognito
- Titre original : The Lost Girls
- Diffusions : 
  -  États-Unis : 24 mars 1999 sur MTV
  -  France :
- Personnages : Kevin & Brittany, Jodie, Sandi, Stacy, Tiffany, M. O'Neill, Mlle Li.
- Autres personnages : Val
- Résumé :

« Val », la directrice d'un magazine pour adolescentes éponyme, vient en visite à Lawndale pour passer une journée avec Daria, après avoir lu une de ses dissertations envoyée par M. O'Neill. Mais cette rencontre se fait sur un mal-entendu. Val est à l'image de ses lectrices, futile et perdue dans un monde d'adultes, et met du temps à comprendre que Daria n'est pas une « ado cool » mais une asociale.

### Épisode 6:Un travail à la noix
- Titre original : It Happened One Nut
- Diffusions : 
  -  États-Unis : 7 juillet 1999 sur MTV
  -  France :
- Personnages : Kevin & Brittany, Trent, Tiffany, M. DeMartino, Jamie, Jeffy et Joey.
- Autres personnages : Jesse, Marianne, M. Matthews.
- Résumé :

Un test d'aptitudes professionnelles prédit à Daria une carrière dans les pompes funèbres ; ce résultat étant dû à sa personnalité asociale. Pour remédier à cela, Helen ordonne à Daria de trouver un petit boulot qui lui permettra de travailler sa sociabilité.
- Commentaires :

Ce sont les premiers pas de Daria et Quinn dans le monde du travail en entreprise. Il y a donc une erreur lorsque, dans Adieu le lycée, Quinn dit à sa collègue que c'est son premier travail.

### Épisode 7:Daria!
- Titre original : Daria!
- Diffusions : 
  -  États-Unis : 17 février 1999 sur MTV
  -  France :
- Personnages : Kevin & Brittany, Trent, Jodie, Mack, Sandi, Stacy, Tiffany, M. DeMartino, M. O'Neill, Mme Barch, Mlle Li, Upchuck, Jamie, Jeffy et Joey.
- Autres personnages : Mme Bennett, Robert, Marianne, Eric Schrecter, Theresa, Mlle Defoe, Dr Manson, Mlle Morris, Evan.
- Résumé :

Un ouragan est annoncé sur Lawndale. Mlle Li renvoie les élèves chez eux, les boutiques et les bureaux ferment et tout le monde rentre chez soi pour se mettre à l'abri. Dans cette agitation, chacun cherche à retrouver ses proches.
- Commentaires :

Cet épisode parodie les comédies musicales de Broadway ; les personnages chantent et dansent.

### Épisode 8:Joyeuses familles
- Titre original : Lane Miserables
- Diffusions : 
  -  États-Unis : 14 juillet 1999 sur MTV
  -  France :
- Personnages : Trent.
- Autres personnages : Monique, la famille Lane : Amanda, Vincent, Penny, Summer, Wind, Adrian et Courtney Lane.
- Résumé :

Wind, Penny et Summer Lane, les frère et sœurs de Jane et Trent, ainsi que leur père Vincent, débarquent à la maison. Ils sont rejoints peu après par les deux enfants de Summer, Adrian et Courtney. Dépassés et envahis, Jane et Trent se réfugient chez les Morgendorffer.
- Commentaires :

L'épisode présente les membres de la famille Lane, longtemps supposés. Amanda, Vincent et Wind réapparaitrons dans l'épisode 507 (À l'ombre des tournesols).

### Épisode 9:Cœur et rancœur
- Titre original : Jake of Hearts
- Diffusions : 
  -  États-Unis : 21 juillet 1999 sur MTV
  -  France :
- Personnages : Kevin & Brittany, Jodie, Mack, Sandi, Stacy, Tiffany, M. O'Neill, Mlle Li, Upchuck, Jeffy.
- Autres personnages : Ruth Morgendorffer, Bing et l'Homme à la spatule.
- Résumé :

« Bing » et « l'Homme à la spatule », les deux animateurs médiocres de l'émission pour adolescents Zinzin dès le matin sur la station de radio Z93, débarquent au lycée de Lawndale pour une semaine. Dans le même temps, Jake est victime d'une crise cardiaque. Ruth, la mère de Jake, s'installe un temps chez les Morgendorffer pour s'occuper de son fils.

### Épisode 10:Roulez jeunesse!
- Titre original : Speedtrapped
- Diffusions : 
  -  États-Unis : 28 juillet 1999 sur MTV
  -  France :
- Personnages : Trent, Sandi, Stacy, Tiffany.
- Autres personnages : les Spirale Mystik, Travis, Stan, Tina.
- Résumé :

Les Spirale Mystik partent en « tournée mondiale » à 150 km de Lawndale, accompagnés de Jane, et se font arrêter dans un autre État. Daria, qui a fraîchement obtenu le permis de conduire, part les rejoindre pour payer leur caution. Quinn s'invite au voyage et elles prennent un chanteur de country en auto-stop.

### Épisode 11:Les «Daria files»
- Titre original : The Lawndale Files
- Diffusions : 
  -  États-Unis : 4 août 1999 sur MTV
  -  France :
- Personnages : Kevin & Brittany, Trent, Jodie, Mack, Sandi, Stacy, Tiffany, M. DeMartino, M. O'Neill, Mme Barch, Mlle Li, Upchuck, Jeffy et Joey.
- Autres personnages : Artie, Mme Bennett, Corey.
- Résumé :

Deux mystérieux agents en gris à la recherche de « personnes différentes » ; une invasion extra-terrestre qui aurait déjà commencé, selon l'émission Triste monde tragique ; des conversations étranges et Quinn s'habillant en noir ; autant d'évènements qui font naître une certaine paranoïa chez Daria et Jane. À cela s'ajoute au lycée une paranoïa anticommuniste, sur une mauvaise interprétation d'un propos de M. O'Neill.

### Épisode 12:On nous mène en bateau
- Titre original : Just Add Water
- Diffusions : 
  -  États-Unis : 11 août 1999 sur MTV
  -  France :
- Personnages : Kevin & Brittany, Jodie, Sandi, Stacy, Tiffany, M. DeMartino, M. O'Neill, Mme Barch, Mlle Li, Jamie, Jeffy et Joey.
- Autres personnages : Josie, Marco, Dr Manson, Captain Nelson, Lee et Dee Dee Miller, Mme Bennett, Brent, Corey, Mlle Defoe.
- Résumé :

Les professeurs et les élèves du lycée, ainsi que Helen et Jake, participent à une soirée casino à bord d'un navire de luxe, le Princess Fairy. Quinn se fait rencarder par une célébrité et M. DeMartino se bat pour réfréner sa passion du jeu pendant que Daria et Jane tentent d'échapper à toutes ces personnes, dans un lieu sans issue de secours.

### Épisode 13:Multimédia, multirisques
- Titre original : Jane's Addition
- Diffusions : 
  -  États-Unis : 18 août 1999 sur MTV
  -  France : 16 octobre 1999 sur Canal+
- Personnages : Kevin & Brittany, Trent, M. DeMartino, M. O'Neill, Upchuck.
- Autres personnages : les Spirale Mystik, Tom Sloane, Amanda Lane.
- Résumé :

M. O'Neill donne comme devoir la création d'une œuvre multimédia. Daria et Jane préparent un fichier vidéo et envisagent de demander à Trent de composer 30 secondes de musique en accompagnement. Pour ce faire, elles se rendent à un concert des Spirale Mystik où Jane fait la connaissance d'un garçon prénommé Tom. Cette nouvelle relation amoureuse n'est pas du goût de Daria qui se sent mise à l'écart par sa meilleure amie.
- Commentaires :

Cet épisode marque la première apparition de Tom Sloane, qui deviendra par la suite l'un des personnages principaux de la série. Son nom de famille ne sera donné que plus tard.
Quinn, Helen et Jake ne sont présents dans cet épisode que vocalement et n'apparaissent pas à l'image. Upchuck, M. DeMartino et Amanda Lane n'apparaissent que sous forme multimédia.